# بن فریحه
بن فریحه (به عربی: بن فریحة) یک شهرداری در الجزایر است که در ناحیه قدیل واقع شده‌است. بن فریحه ۱۴٬۵۶۵ نفر جمعیت دارد.